# Fratelli d'Italia (romanzo)
Fratelli d'Italia è un romanzo di Alberto Arbasino. Nel 1994 è stato finalista al Premio Campiello.

## Storia editoriale
Scritto inizialmente nel 1963 ma riveduto nel 1967 e poi ancora nel 1991, il romanzo è la summa dello stile di Arbasino: narra le vicende estive di due giovani omosessuali (Antonio e l'Elefante) che girano l'Italia e l'Europa. La vicenda è solo l'occasione per raccontare l'ambiente culturale italiano in un imprecisato momento degli anni sessanta.

## Accoglienza
Uscito nell'anno della costituzione del Gruppo 63 (di cui Arbasino era membro), il libro è stato immediatamente accolto come un'opera letteraria atipica, un romanzo/saggio. Per i contenuti volti a scandalizzare i lettori e alcune tematiche, lo si è paragonato ad alcune opere di Pier Paolo Pasolini, soprattutto a Petrolio. L'interesse della critica per questo lavoro è stato confermato anche nel XXI secolo;.

## Differenze tra le edizioni
Nella prima edizione di Fratelli d'Italia l'amico del narratore si chiama Antonio. Nella seconda versione ampliata (Einaudi, 1976) il nome diventa Andrea. Ritorna Antonio nella terza monumentale versione, pubblicata da Adelphi nel 1993.

## Edizioni
- Alberto Arbasino, Fratelli d'Italia, Milano: Feltrinelli, 1963
- Alberto Arbasino, Fratelli d'Italia: romanzo, Milano: Feltrinelli, 1967
- Alberto Arbasino, Fratelli d'Italia, Torino: Einaudi, 1976
- Alberto Arbasino, Fratelli d'Italia, Milano: Adelphi, 1993